# Danh sách album quán quân năm 2012 (Mỹ)

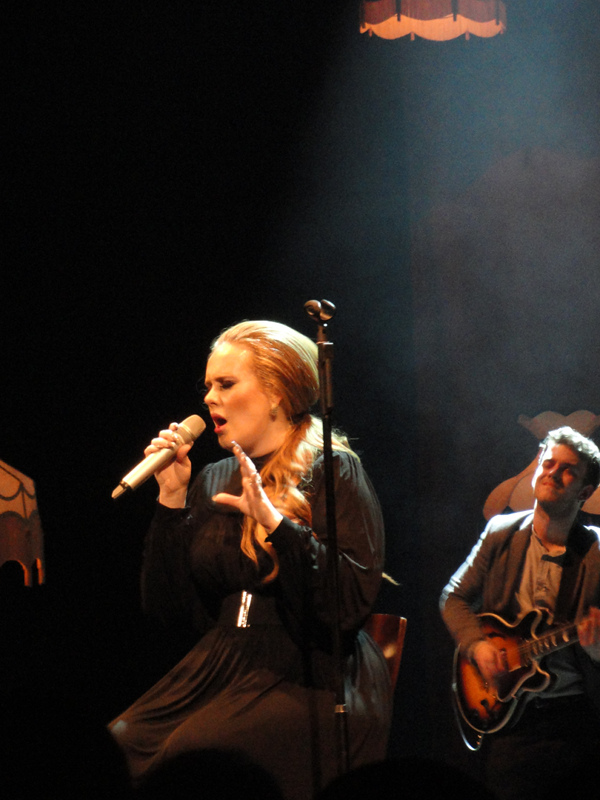
Nữ ca sĩ người Anh Adele cùng album 21 tiếp tục làm mưa làm gió trên bảng xếp hạng Billboard 200, với 11 tuần không liên tiếp quán quân bảng xếp hạng trong năm 2012. Điều này giúp 21 trở thành album đứng vị trí quán quân lâu nhất bảng xếp hạng này, phá kỷ lục của album nhạc phim Titanic (16 tuần liên tiếp).

Billboard 200 là bảng xếp hạng các album thành công nhất tại thị trường âm nhạc Mỹ, phát hành hằng tuần bởi tạp chí Billboard. Các dữ liệu được tổng hợp bởi Nielsen SoundScan dựa trên doanh số đĩa thường, nhạc số và tần suất phát thanh. Năm 2012, có tất 32 album quán quân bảng xếp hạng này trong 51 ngày ấn hành của tạp chí Billboard.
Năm 2012, album phòng thu thứ hai của nữ ca sĩ Adele, 21 lại thống lĩnh bảng xếp hạng Billboard 200 với 11 tuần không liên tiếp. Trước đó, năm 2011, Adele đã thống lĩnh bảng xếp hạng này trong 13 tuần không liên tiếp. Tổng cộng, 21 đã quán quân bảng xếp hạng này với 24 tuần không liên tiếp, phá vỡ kỷ lục của album nhạc phim Titanic với 16 tuần liên tiếp. Với thành tích này, Adele là nghệ sĩ có album quán quân lâu nhất trong lịch sử xếp hạng của Billboard 200. Ngoài ra, 21 cũng là album bán chạy nhất năm 2012 khi vượt ngưỡng doanh số 10 triệu bản tại Mỹ và quán quân bảng xếp hạng trong cuối năm. Album phòng thu thứ tư của nữ ca sĩ Taylor Swift mang tên Red là album quán quân lâu thứ hai trên bảng xếp hạng, với 4 tuần không liên tiếp. Album tiêu thụ được 1,21 triệu bản trong tuần đầu tiên. Đây là album có doanh số trong tuần đầu tiên lớn nhất trong 1 thập kỷ qua, kể từ khi album Oops!... I Did It Again của Britney Spears năm 2001.

## Lịch sử xếp hạng
| Ngày ấn hành | Album                                               | Nghệ sĩ            | Nguồn         |
| ------------ | --------------------------------------------------- | ------------------ | ------------- |
| 7 tháng 1    | Christmas                                           | Michael Bublé      | [ 9 ]         |
| 14 tháng 1   | 21                                                  | Adele              | [ 10 ]        |
| 21 tháng 1   | 21                                                  | Adele              | [ 11 ]        |
| 28 tháng 1   | 21                                                  | Adele              | [ 4 ]         |
| 4 tháng 2    | 21                                                  | Adele              | [ 1 ]         |
| 11 tháng 2   | 21                                                  | Adele              | [ 12 ]        |
| 18 tháng 2   | 21                                                  | Adele              | [ 13 ]        |
| 25 tháng 2   | 21                                                  | Adele              | [ 14 ]        |
| 3 tháng 3    | 21                                                  | Adele              | [ 15 ]        |
| 10 tháng 3   | 21                                                  | Adele              | [ 16 ]        |
| 17 tháng 3   | 21                                                  | Adele              | [ 17 ]        |
| 24 tháng 3   | Wrecking Ball                                       | Bruce Springsteen  | [ 18 ]        |
| 31 tháng 3   | Up All Night                                        | One Direction      | [ 19 ]        |
| 7 tháng 4    | The Hunger Games: Songs from District 12 and Beyond | Nhạc phim          | [ 20 ]        |
| 14 tháng 4   | MDNA                                                | Madonna            | [ 21 ]        |
| 21 tháng 4   | Pink Friday: Roman Reloaded                         | Nicki Minaj        | [ 22 ]        |
| 28 tháng 4   | Tuskegee                                            | Lionel Richie      | [ 23 ]        |
| 5 tháng 5    | Tuskegee                                            | Lionel Richie      | [ 24 ]        |
| 12 tháng 5   | Blunderbuss                                         | Jack White         | [ 25 ]        |
| 19 tháng 5   | Blown Away                                          | Carrie Underwood   | [ 26 ]        |
| 26 tháng 5   | Blown Away                                          | Carrie Underwood   | [ 27 ]        |
| 2 tháng 6    | Trespassing                                         | Adam Lambert       | [ 28 ]        |
| 9 tháng 6    | Born and Raised                                     | John Mayer         | [ 29 ]        |
| 16 tháng 6   | Born and Raised                                     | John Mayer         | [ 30 ]        |
| 23 tháng 6   | 21                                                  | Adele              | [ 3 ]         |
| 30 tháng 6   | Looking 4 Myself                                    | Usher              | [ 31 ]        |
| 7 tháng 7    | Believe                                             | Justin Bieber      | [ 32 ]        |
| 14 tháng 7   | Living Things                                       | Linkin Park        | [ 33 ]        |
| 21 tháng 7   | Fortune                                             | Chris Brown        | [ 34 ]        |
| 28 tháng 7   | Uncaged                                             | Zac Brown Band     | [ 35 ]        |
| 4 tháng 8    | Life Is Good                                        | Nas                | [ 36 ]        |
| 11 tháng 8   | Uncaged                                             | Zac Brown Band     | [ 37 ]        |
| 18 tháng 8   | God Forgives, I Don't                               | Rick Ross          | [ 38 ]        |
| 25 tháng 8   | Now 43                                              | Nhiều ca sĩ        | [ 39 ]        |
| 1 tháng 9    | Based on a T.R.U. Story                             | 2 Chainz           | [ 40 ]        |
| 8 tháng 9    | Chapter V                                           | Trey Songz         | [ 41 ]        |
| 15 tháng 9   | Eye On It                                           | TobyMac            | [ 42 ]        |
| 22 tháng 9   | North                                               | Matchbox Twenty    | [ 43 ]        |
| 29 tháng 9   | Away from the World                                 | Dave Matthews Band | [ 44 ]        |
| 6 tháng 10   | The Truth About Love                                | Pink               | [ 45 ]        |
| 13 tháng 10  | Babel                                               | Mumford & Sons     | [ 46 ]        |
| 20 tháng 10  | Babel                                               | Mumford & Sons     | [ 47 ]        |
| 27 tháng 10  | Babel                                               | Mumford & Sons     | [ 48 ]        |
| 3 tháng 11   | Night Train                                         | Jason Aldean       | [ 49 ]        |
| 10 tháng 11  | Red                                                 | Taylor Swift       | [ 8 ]         |
| 17 tháng 11  | Red                                                 | Taylor Swift       | [ 50 ]        |
| 24 tháng 11  | Red                                                 | Taylor Swift       | [ 51 ]        |
| 1 tháng 12   | Take Me Home                                        | One Direction      | [ 52 ]        |
| 8 tháng 12   | Unapologetic                                        | Rihanna            | [ 53 ]        |
| 15 tháng 12  | Girl on Fire                                        | Alicia Keys        | [ 54 ]        |
| 22 tháng 12  | Red                                                 | Taylor Swift       | [ 7 ]         |
| 29 tháng 12  | Red                                                 | Taylor Swift       | [ 55 ] [ 56 ] |